# 시라누이촌
시라누이촌(일본어: 白縫村 시라누이무라[*])는 일본이 지배하던 시기의 사할린에 있던 마을이다. 법적으로는 1949년 6월 1일, 국가 행정 조직법 시행에 따라 폐지되었다. 1941년, 인구는 4,109명이였다.